# 沖縄クラシック
沖縄クラシック（おきなわクラシック）は、1972年から1975年まで行われたゴルフトーナメントの一つである。

## 概要
1972年2月12日 - 13日に男子プロゴルフ開幕戦「沖縄テレビカップ」として行われ、大会は1日27ホール、2日間54ホールの忙しくタフな試合であったが、中村寅吉が細石憲二・今井昌雪・日吉定雄・山本善隆・橘田規・宮本省三・新井規矩雄・沼澤聖一・杉原輝雄・村上隆・尾崎将司ら若手の現役選手を抑えて優勝。
中村は6アンダーで回り、56歳5ヶ月と4日で、レギュラーの最年長優勝記録を樹立。
この試合の参加人数などは不明だが、日本中の100数十人のプロが参加し、当時は沖縄返還記念の行事として大々的に開催された。プロ3年目の24歳、前年賞金王の尾崎は6オーバーで12位に終わったが、賞金6万7000円を手にした。
中村の優勝は56歳が若手を破ったと大騒ぎになったが、1日ワンハーフ、1日半を2日間で行った中途半端な試合であったため歴史の話題にならなかった。当時はトーナメント規定などなく、どの大会もツアーとして認知され、れっきとした日本プロゴルフ協会の公認競技であった。その証拠に同年の賞金王の尾崎は国内9勝を挙げ、海外の1勝を加え10勝、2年連続の賞金王として認められている。
1973年からはツアー開幕前に「OTV杯沖縄オープンゴルフトーナメント」   として行われ、同年は中村通が初日13アンダーで首位に立ち、2日目も17アンダーで首位を守り、最終日には通算20アンダーで初優勝を飾る 。
1974年には謝敏男（中華民国）が優勝し、2位には謝永郁（中華民国）が入って台湾勢ワンツーとなった。
1975年には「OTVカップ沖縄クラシック」として行われ、3日目に通算6アンダーで単独首位に立った沼澤が謝永、内田繁を抑えて初優勝で賞金250万円を獲得。

## 主な優勝者
沖縄テレビカップ
- 1972年 - 中村寅吉

沖縄オープン
- 1973年 - 中村通[11]
- 1974年 - 謝敏男（中華民国）[12]

OTVカップ沖縄クラシック
- 1975年 - 沼澤聖一[13]